# Влітку (картина Ренуара)
«Влітку» (картина Ренуара) (англ. In Summer (Renoir)) — картина французького художника П'єра-Огюста Ренуара, створена в 1868 р.

## Передісторія

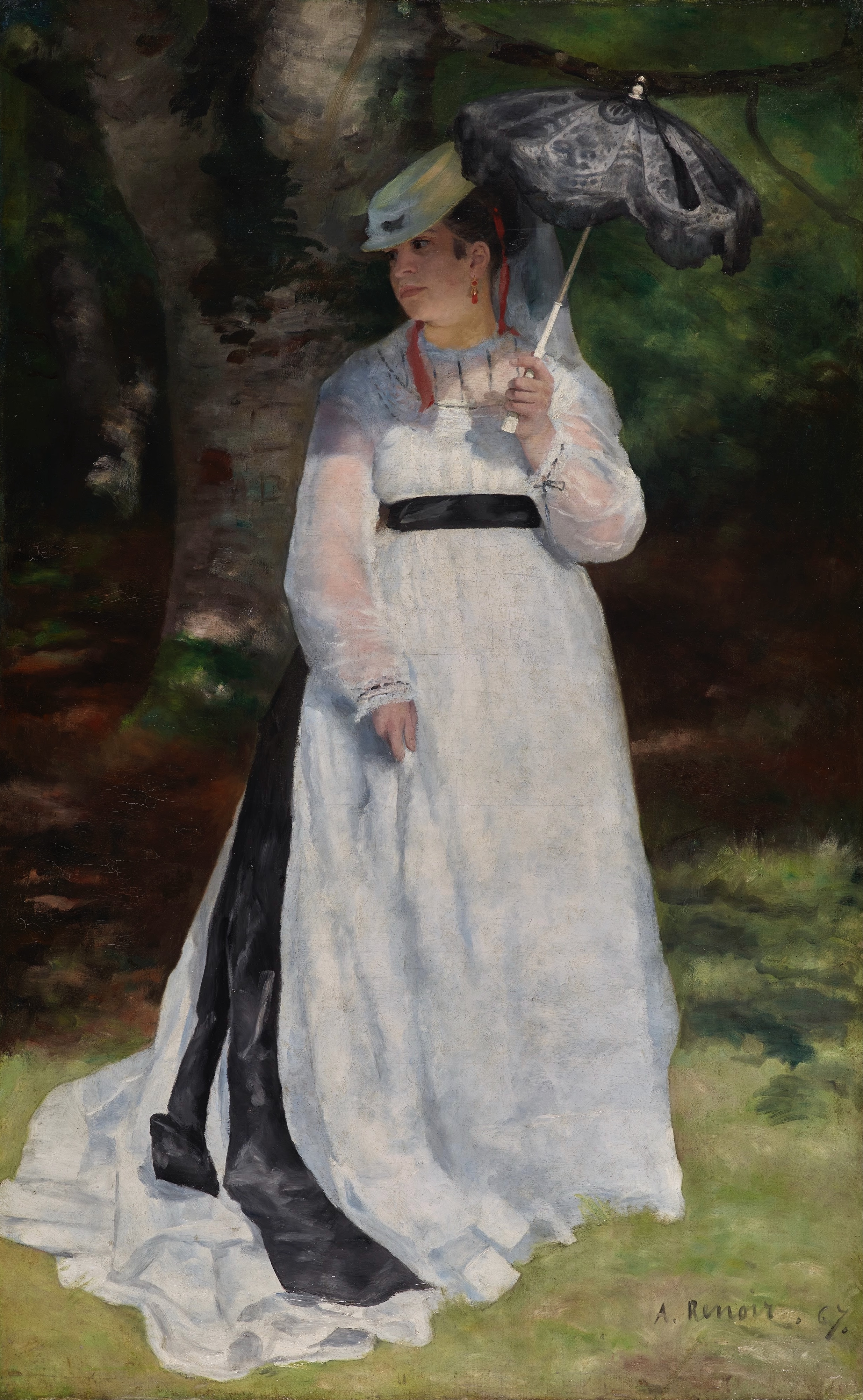
Ліза з парасолькою

Для цієї картини позувала Ліза Трео, котра працювала з художником як модель у період 1865-1871 років. За припущеннями їх познайомив приятель Ренуара Жуль ле Кер, котрий залицявся до сестри Лізи — Клеманс. Обидві сестри були доньками поштаря. Ліза відома як швачка. Разом із Лізою Ренуар почав працювати над картинами у різних жанрах з зображенням одної фігури — серед них була і Ліза з парасолькою, котру нарешті узяли на виставку у паризький Салон. Картина «Влітку» теж призначалась для виставки у Салоні, бо метою Ренура було пробити цю фортецю офіційного мистецтва Парижа і таким чином стати «своїм» у чужому оточенні. Аби бути «своїм», Ренуар скористався у картині досвідом художників-попередників.

## Опис твору
Дівчина зручно розташувалась на стільці з круглою спинкою. Літня спека примусила скинути блузку. Неформальний стан позування і вона розпустила волосся, котре лягло на плечі і спустилося до строкатої спідниці. Ймовірно, Ліза помітно нудьгувала у сеанси позування, але її утримувала можливість нічого не робити, що було кращим ніж прати білизну и займатись шитвом. Критики помітили цей стан нудьги і розцініли його як сонну дівчину на стільці, щоб не говорити про її заурядність.
Однофігурна дівчина у безсюжетній картині — була давно розробленою темою у французькому мистецтві. Її часто подавали митці доби французького рококо, ті ж Жан-Оноре Фрагонар чи Жан Батіст Грьоз з більшим чи меншим присмаком еротизму.
Фігура дівчини вироблена на полотні Ренуаром старанно і майже натуралістично. Не забув він і вузьку червону стрічку у волоссі та сережку Лізи. Тло картини — це хаотичне листя якогось дерева. Листя так багато, що воно затулило сонячні промені і їх присутності у картині нема, як то буде у його картинах в майбутньому.
Зелене тло картини виписано хаотично і нереалістично. Аби запобігти звинувачень журі виставки у незакінченості картини, Реніар дав дівчині декілька листя у руку, чим пов'язав передній план твору з тлом колористично. А в назві кртини зробив позначку «ескіз». Але картина мало схожа на ескіз, а наближена до реалістичних творів того ж Густава Курбе. Дівчина на картині розхистана і не намагається грати роль шляхетної пані, як то було у каринах «Ліза з парасолькою» та «Жінка з парасолькою у саду». Це надало пізню назву твору «Богема».
Невелика картина з однофгурною дівчиною надавала можливість відпочити майстру від створення великих за розмірами і сюжетних творів. Тому до них звертались і художники першої половини 19 століття, серед котрих Ежен Делакруа, Ан-Луї Жироде де Русі-Тріозон, Густав Курбе та художники малого обдарування.

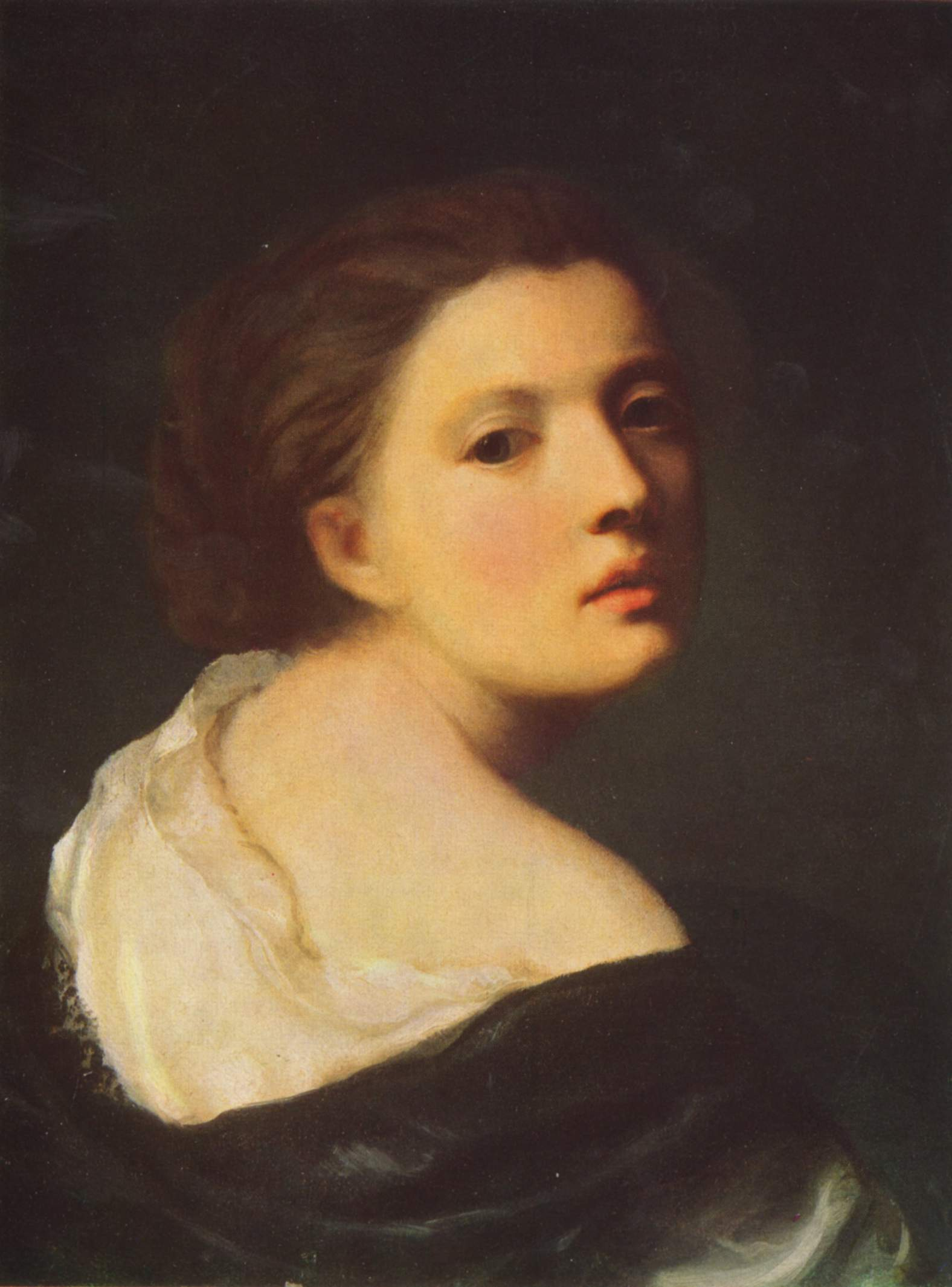
Жан Батіт Грьоз. «Портрет невідомої», до 1780 р., Будапешт
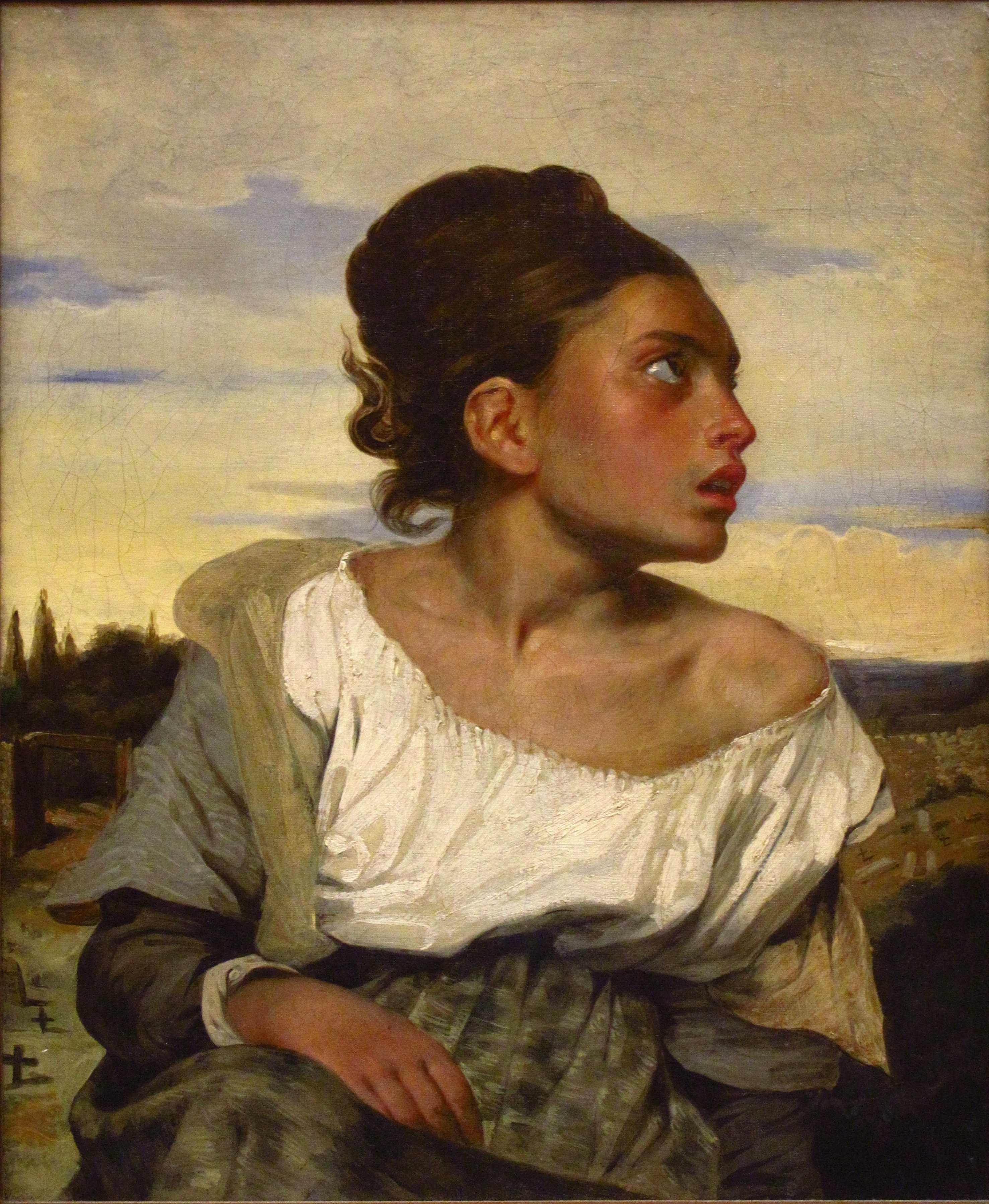
Ежен Делакруа. «Дівчина біля кладовища», 1824 р.
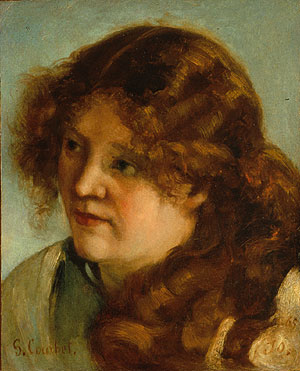
Густав Курбе. «Портрет Іо», 1863 р., Музей мистецтва Метрополітен